# LeRoy Neiman
LeRoy Neiman (Saint Paul, 8 de junho de 1921 - Nova Iorque, 20 de junho de 2012) foi um artista norte-americano, conhecido pelas suas obras pictóricas de cores brilhantes, pela pintura abstrata e pelas serigrafias de atletas e de eventos desportivos. Fez também algumas aparições em filmes, nomeadamente na saga Rocky onde interpretou animadores de combates de boxe.
O pai de LeRoy, Leslie Runquist, era de origem sueca e separou-se da família quando era LeRoy pequeno. LeRoy então tomou o nome de família do seu padrasto. Após o serviço militar, matriculou-se na Escola de Arte de St. Paul e na Escola do Art Institute of Chicago e, em seguida, trabalhou como professor de arte. A partir de 1954 ele trabalhou para a Playboy, revista a que permaneceu ligado até à sua morte. A partir da década de 1960, especializou-se em imagens de desporto e alcançou neste campo um grande prestígio, e foi incluído, entre outros, no International Boxing Hall of Fame. Entre os críticos de arte foi bastante considerado, e foi durante a sua vida um dos pintores mais populares nos Estados Unidos.
Neiman estudou também na Universidade de Chicago e Universidade de Illinois.

## Livros
- Neiman, LeRoy (1974). Art and Life Style. New York: Felicie. ISBN 0-9600692-3-2. OCLC 472736418
- Neiman, LeRoy (2012). All Told: My Art and Life Among Athletes, Playboys, Bunnies, and Provocateurs. Guilford, Conn.: Lyons Press. ISBN 978-0-762778379. OCLC 756578679

## Ligações extenras
- Website oficial
- LeRoy Neiman Papers na coleção Smithsonian's Archives of American Art
- Coleção de imagens de obras de LeRoy Neiman